# Воротников, Роман Евгеньевич
Награждён Почетным знаком «За заслуги в развитии гребного спорта в России».
Объявлена БЛАГОДАРНОСТЬ ГУБЕРНАТОРА Тверской области.
Награждён Дипломом за развитие Английского гребного клуба, г.Санкт-Петербург.
Роман Евгеньевич Воротников (3 февраля 1983) — российский гребец. Мастер спорта международного класса по академической гребле.

## Карьера
В 2000 и 2001 году был вице-чемпионом мира в олимпийской дисциплине и самом зрелищном виде программы — восьмёрка с рулевым.
В 2002 году успешно вошёл в основной состав молодёжной сборной России и в этом же году выступал на Чемпионате мира в составе восьмёрки с рулевым. Также в этом же году отобрался в состав основной сборной России в абсолютной категории и в составе четвёрки без рулевого участвовал в Чемпионате мира в г. Севилья, Испания.
В 2003 году вошёл в основной экипаж восьмёрки с рулевым для участия в Чемпионате мира в Белграде, Сербия.
В 2004 году отобрался в состав четвёрки без рулевого, в которой выступал на Чемпионате мира в Польше, г. Познань.
В 2005 году прошёл отбор в основной экипаж четвёрки без рулевого, в этом же году участвовал в Чемпионате мира в Амстердаме, Нидерланды.
В 2006 и 2007 годах был Чемпионом России и выступал на соревнованиях международного уровня.
В 2008 году вошёл в основной состав восьмёрки с рулевым для участия в отборе на Олимпийские игры 2008, Квалификационная регата прошла в Люцерне, Швейцария. Не хватило буквально нескольких сантиметров для получения лицензии Россией в классе восьмёрок с рулевым.
Вице-чемпион Европы 2008 года в соревнованиях восьмёрок с рулевым в Марафоне, Греция.
2009 год: Участник чемпионата мира 2009 года - 4-е место ФБ. Участник в классе четвёрок без рулевого Кубка Мира в Мюнхене, Германия.
2017 год: 1-е место на Чемпионате мира по категории Мастерс в классе восьмерок с рулевым в Бледе, Словения.
2018 год: 1-е место на Чемпионате Европы по категории Мастерс в классе восьмерок с рулевым в Мюнхене, Германия.
2019 год: 1-е место на Европейских играх по категории Мастерс в классе восьмерок с рулевым в Турине, Италия.
в феврале 2019 года выбран Президентом Тверской Федерации гребного спорта.